# Manlaj járás
Manlaj járás (mongol nyelven: Манлай сум) Mongólia Dél-Góbi tartományának egyik járása. Területe 12 420 km². Népessége 2450 fő (2009), 2481 fő (2020)
Székhelye, Ujdzen (Уйзэн) 224 km-re fekszik Dalandzadgad tartományi székhelytől.